# Prionodontidae
Os prionodontídeos (Prionodontidae) são uma família outrora considerada como subfamília dos viverrídeos. O estudo genômico destes animais resultou em uma reformulação taxinômica, elevando-os à categoria de família, por estarem mais próximos dos felídeos. Os animais dessa família são comumente chamados de linsangues. Apenas há um único gênero: Prionodon.
Esse gênero compreende as seguintes espécies:
- Prionodon linsang - linsangue listrado (Hardwicke, 1821): habita a península de Malaca e as ilhas de Java e Bornéu.
- Prionodon pardicolor - linsangue manchado (Hodgson, 1842): habita a Índia, Nepal, Butão, sul da China, Vietnã, norte da Tailândia e de Myanmar, Laos e Camboja.